# Cudduraci
Il cudduraci o cuddhuraci o 'nguti è un dolce pasquale calabrese. La Regione lo ha inserito nell'elenco dei prodotti agroalimentari tradizionali italiani.

## Descrizione
Il dolce è fatto con ingredienti semplici: farina e zucchero (anticamente anche con farina di granturco e mosto cotto oppure sciroppo di fichi; simili al dolce greco koulouráki, κουλουράκι). A questo si aggiunge lo strutto, il vermut, il sale. Nell'antichità veniva usato come pane per il viaggio e non era dolce. Secondo la tradizione orale era il pane, farcito di uova, portato dagli Ebrei durante la fuga dall'Egitto, tradizione trasmigrata nelle usanze cristiane ed oggi consumato durante la scampagnata del lunedì dell'Angelo (detto localmente pascuni)
È usanza che le giovani zite (fidanzate) preparino un cudduraci al proprio promesso sposo come simbolo d'amore, il dolce viene preparato a forma di cuore e con tante uova sode oppure a forma di pupa con l'uovo sodo nella pancia come augurio per la nascita di una felice prole nel prossimo matrimonio. La tradizione tramanda che più grande sia la grandezza del dolce, maggiore sia l'amore provato per la persona a cui lo si regala.
La forma del dolce è a ciambella, a treccia, a panierino, a figure di S, a bambola.